# Simulation de situation professionnelle
La simulation de situation professionnelle (SSP) (également appelée méthode de recrutement par simulation, MRS) est une méthode utilisée pour le recrutement et la formation du personnel en contact et impliquant une mise en situation la plus proche possible du poste de l’employé.
La SSP doit être distinguée du pur jeu de rôle, qui est plutôt utilisé dans un but ludique ou thérapeutique, bien qu'une SSP puisse faire appel à des éléments de jeu de rôle. Il est important que les protagonistes d’une SSP ne la considèrent pas comme un jeu « sans enjeu », ou comme du théâtre amateur. Le cadre et l'objectif professionnel prévaut, ce qui implique notamment des contraintes de réalisme et d'opérationnalité.

## Simulation de situation professionnelle pour le recrutement
La simulation de situation professionnelle est utilisée lors du recrutement du personnel en contact (front-office) pour vérifier les qualités relationnelles des candidats.
Il est important que la même simulation de situation professionnelle soit proposée à tous les candidats afin de pouvoir les comparer. Un scénario précis doit être rédigé pour que l’acteur, qui jouera généralement le rôle du client, n’improvise pas. La situation proposée doit s’inspirer des situations les plus courantes que la personne recrutée rencontrera. Elle intégrera un cas délicat (client de mauvaise humeur, erreur informatique commise en amont, information erronée) pour juger de la capacité de réaction du candidat. La dimension technique du travail (manipulations informatiques, recherche d’information, ports d’assiette, etc.) doit aussi être intégrée car il existe peu de postes purement relationnels.
La simulation de situation professionnelle est aussi l’occasion – si nécessaire – de vérifier le niveau de langue du candidat. Plutôt que de demander à un candidat de se présenter en anglais ou espagnol – ce qu’il peut aisément anticiper en préparant un discours bien léché –, il est plus pertinent de le confronter à un pseudo-client étranger.
Afin de crédibiliser la méthode, le décor doit être soigné et s’inspirer le plus possible du futur cadre de travail.
La simulation de situation professionnelle peut être filmée. Il sera alors possible de comparer plus objectivement les candidats. Mais des précautions doivent être prises. L’autorisation écrite du candidat doit être obtenue. Et il doit être rassuré sur le fait que les images ne seront utilisées que pour l’évaluation de ses qualités relationnelles et ensuite détruites.
Pôle emploi a d’ailleurs développé une méthode de recrutement par simulation (ou méthode des habilités) adaptée aux candidats sans expérience dans un secteur donné, mais dont les qualités peuvent être révélées à l’aide d’une simulation de situation professionnelle.
Cette méthode de recrutement permet d’informer précisément un candidat de la nature du poste qu’il vise, de lui montrer que le recrutement n’est pas fondé uniquement sur des critères subjectifs et donc de justifier un refus de recrutement.
Une fois la personne recrutée, la simulation de situation professionnelle sera encore utilisée pour sa formation.

### Introduction en France
- En 1995,dans le département de la Vienne, sous la houlette du Directeur de l'ANPE locale, est expérimentée une méthode nouvelle de recrutement inspirée du Canada, la méthode de recrutement par simulation (MRS).
- En 2005, le plan de cohésion sociale crée les plates-formes de vocation pour développer la méthode à destination des publics jeunes.
- En 2007, la méthode est labellisée par la Haute autorité de lutte contre les discriminations et pour l'égalité (Halde) et son utilisation est généralisée à toutes catégories de demandeurs d'emploi.
- En 2012, les quelque 120 plates-formes existantes permettent de tester les compétences dans une centaine de métiers et peuvent servir à concevoir des exercices "sur mesure" à utiliser lors de procédures d'embauche collective. On estime que – depuis 2002 – près de 300 000 personnes ont trouvé un emploi de cette manière.

## Simulation de situation professionnelle en formation
En formation à l’accueil ou à la négociation, la simulation de situation professionnelle est un outil incontournable. L’expérience montre qu’il est très délicat et source de malaise voire de blocage de demander à un formé de tenir un rôle devant un groupe, sous le regard critique du formateur. Il faut donc laisser les formés expérimenter des situations professionnelles en autonomie.
Une triade est créée. Elle comprend un employé (réceptionniste, vendeur, standardiste, chef de service…), un interlocuteur (client, fournisseur, subordonné…) et un observateur. Celui-ci disposera d’une grille d’évaluation, si possible adaptée exactement à la situation. Les « acteurs » seront mis en situation à l’aide d’une fiche précise indiquant le contexte et, pour l’interlocuteur, le rôle à tenir. Comme pour la simulation de situation professionnelle utilisée en recrutement, le décor doit être le plus professionnel possible. Au moins trois situations seront proposées afin que chacun tienne tour à tour le rôle d’employé, d’interlocuteur ou d’observateur. La complexité des situations doit être croissante pour tenir compte de l’apprentissage par observation.
Le temps pour chaque simulation de situation professionnelle sera limité par le formateur. Durant les mises en situations, le rôle du formateur sera de répondre aux incompréhensions et de vérifier que la simulation de situation professionnelle ne tourne pas au théâtre. Un temps sera laissé pour que l’observateur fasse part de ses remarques et échange avec les deux « acteurs ». Entre chaque simulation de situation professionnelle, le formateur réalisera une synthèse en interrogeant chaque observateur et en soulignant les points-clés de la situation.
Cet apprentissage en triade facilite la découverte des phénomènes relationnels. Elle permet de multiplier les occasions de mise en situation.
La simulation de situation professionnelle est donc un outil fort utile aussi bien en recrutement qu’en formation. On ne peut que se demander pourquoi elle n’est pas plus utilisée. Sans doute parce que le personnel en contact est considéré comme peu important et ne nécessite pas une méthode de recrutement ou de formation différente.